# Godzilla II: Rei dos Monstros
Godzilla: King of the Monsters (bra/prt: Godzilla II: Rei dos Monstros) é um filme estadunidense de ação, aventura e ficção científica de 2019, dirigido por Michael Dougherty e escrito por Dougherty, Max Borenstein e Zach Shields, baseado nos personagens da Toho, sendo a sequência de Godzilla de 2014, o terceiro filme do MonsterVerse e o trigésimo quinto filme da franquia Godzilla. Produzido pela Legendary Entertainment e distribuído pela Warner Bros. Pictures, internacionalmente, e Toho, no Japão, é estrelado por Andy Serkis, Kyle Chandler, Vera Farmiga, Millie Bobby Brown, Bradley Whitford, Sally Hawkins, Charles Dance, Thomas Middleditch, Aisha Hinds, O'Shea Jackson Jr., David Strathairn, Ken Watanabe e Zhang Ziyi. A pré-estreia de Godzilla: King of the Monsters ocorreu no dia 13 de maio de 2019 em Pequim. Foi lançado no Brasil e em Portugal em 30 de maio de 2019. Estreou nos Estados Unidos em 31 de maio de 2019 nos formatos convencional, 3D, Dolby Cinema, RealD 3D e IMAX. Com um orçamento estimado entre US$ 120 e US$ 200 milhões, arrecadou mais de US$ 385 milhões mundialmente. Críticas foram mistas, com elogios aos efeitos visuais, sequências de ação, cinematografia e partitura musical, mas críticas direcionadas ao ritmo, tom, história e personagens. Uma sequência, intitulada Godzilla vs. Kong, foi lançada em 2021.

## Elenco
- Andy Serkis como Godzilla: Um monstro que está no fundo do mar após os eventos de Godzilla (2014), e emerge de volta a superfície para ajudar a humanidade e derrotar Rodan e King Ghidorah se tornando assim o novo Rei dos Monstros.
- Kyle Chandler como Dr. Mark Russell: o ex-marido de Emma, pai de Madison, especialista em comportamento animal e comunicação que anteriormente trabalhava para Monarch e co-inventor da "Orca", um dispositivo que permite a comunicação com os Titãs, mas também pode "potencialmente controlá-los usando sua bioacústica no nível do sonar". Depois de sofrer a perda de seu filho, Mark tem uma opinião desfavorável sobre os Titãs, Godzilla em particular. Apesar disso, ele se junta a uma missão de resgate junto com o Dr. Serizawa e a Dra. Graham para salvar Emma e Madison de Alan Jonah e seu grupo terrorista. Chandler falou dos temas do filme sobre "curar o planeta".
- Vera Farmiga como Dra. Emma Russell: ex-esposa de Mark, mãe de Madison, paleobiologista da Monarch e aliada do ecoterrorista Alan Jonah. Ela é a co-inventora da Orca. Ao contrário de Mark, Emma acredita que humanos e Titãs podem coexistir pacificamente. Ela não vê Godzilla como um mal, mas como um potencial salvador em uma época de mudanças climáticas catastróficas. Farmiga afirmou que Emma vê Godzilla da mesma maneira que se vê a Mãe Natureza, especificando: "Quando essas ocorrências naturais devastadoras acontecem, é porque o ambiente foi maltratado e está mostrando uma raiva justa". Emma e Madison são sequestradas por uma organização misteriosa interessada em sua tecnologia, com seus próprios planos para as criaturas. Farmiga descreveu seu personagem como um "DJ para os monstros", afirmando: "Ela descobriu uma maneira de se comunicar com as criaturas..." Ela também descreveu o filme como "salvar o meio ambiente". Farmiga observou que, enquanto o filme anterior se concentrava em um relacionamento pai/filho, King of the Monsters se concentra em um relacionamento mãe/filha. Devido a isso, Farmiga acredita que o filme pode passar no teste de Bechdel.
- Millie Bobby Brown como Madison Russell: a filha de 12 anos de Emma. Como seus pais, Madison é academicamente talentosa em ciências, mas ela prefere viver uma vida normal. Ela tem um relacionamento distante com o pai desde que os pais se divorciaram, mas permanece em contato com ele. Ela é sequestrada por Jonah ao lado de sua mãe. No entanto, ela foi convencida anteriormente por sua mãe a participar de seu plano com Jonah para despertar os Titãs, mas conforme as coisas progridem e aumentam, a lealdade de Madison a sua mãe é testada.

- - Alexandra Rachael Rabe como Young Madison Russell

- Bradley Whitford como Dr. Rick Stanton: A cripto-sonografista da Monarch. Dougherty confirmou que o Dr. Stanton é vagamente modelado após Rick Sanchez, de Rick e Morty. Dougherty teve a característica "beberrão" para manter o personagem alinhado com o espírito de Sanchez.
- Sally Hawkins como Dra. Vivienne Graham: Paleontóloga da Monarch e braço direito de Serizawa. Hawkins reprisa seu papel de Godzilla (2014).
- Charles Dance como Alan Jonah: Um ex-coronel do Exército Britânico e agente do MI-6 que desertou depois de ficar desiludido pela humanidade durante seu tempo de serviço. Obcecado em "nivelar o campo de jogo global" e restaurar a ordem natural, ele se tornou o líder mercenário de um grupo ecoterrorista anarquista financiado pelo tráfico de DNA de Titã. Ele leva Emma e Madison como refém para ganhar o controle da Orca e promover sua agenda. Dougherty descreveu Jonah como um personagem misterioso com idéias conflitantes sobre o papel dos Titãs no mundo, acreditando que a humanidade danificou o planeta e que trazer de volta os Titãs potencialmente corrigirá as coisas.
- Thomas Middleditch como Dr. Sam Coleman: Diretor de Tecnologia da Monarch, líder no desenvolvimento da rede Monarch Sciences e contato de comunicação com o governo dos EUA.
- Aisha Hinds como Coronel Diane Foster: Coronel condecorada que serviu como instrutora no 75º Regimento de Guarda-florestais do Exército dos EUA e agora é a líder do G-Team, o grupo de forças militares especiais dirigido pela Monarch, especializado em batalhas envolvendo Titãs.
- O'Shea Jackson Jr. como Jackson Barnes: Um subtenente que é membro da G-Team.
- David Strathairn como Almirante William Stenz: Almirante da 7ª Frota da Marinha dos Estados Unidos. Ele é o comandante da força-tarefa da Marinha dos EUA e foi anteriormente encarregado de rastrear os MUTOs. Strathairn reprisa seu papel de Godzilla (2014).
- Ken Watanabe como Dr. Ishirō Serizawa: Um cientista de alto escalão que trabalha para Monarch. Seu pai, Eiji Serizawa, foi um dos pais fundadores da Monarch, então ele é visto por muitos como o líder de fato da agência. Watanabe reprisa seu papel de Godzilla (2014). Watanabe observou os temas do filme, afirmando: "No século 21, precisamos pensar em desastres naturais. Essa criatura é simbólica desse desastre natural. Não podemos controlá-los, mas devemos viver neste planeta".
- Zhang Ziyi como Dra. Ilene Chen: Mitóloga da Monarch especializada em decifrar os antecedentes mitológicos dos Titãs em conexão com contos e lendas ao longo da história. Com sua irmã gêmea, Dra. Ling, Ilene é uma monarca de terceira geração em sua família, tendo ingressado na agência como sua avó e sua mãe. Os Chens vêm de várias gerações de gêmeos em sua família, com um casal visitando a Ilha Infantil, retratada em Mothra (1961) como a casa de Mothra. Dougherty pretendia que as irmãs Chen e sua conexão com Mothra fossem uma versão modernizada do Shobijin, as fadas gêmeas de Mothra., explicando: "Era importante para mim encontrar maneiras de modernizar as ideias que ela tem seguidores. Modernizar as sacerdotisas. Ainda existem certos domínios de credibilidade a serem tomados em consideração. Você precisa facilitar as pessoas para os aspectos mais fantásticos". Ele observou que as gêmeas eram um "exemplo perfeito", mostrando humanos e monstros cooperando e formando uma "relação simbiótica entre si". Dougherty também achava que as gêmeas deveriam ser retratadas por atrizes asiáticas, como eram nos filmes de Toho.

## Dubladores no Brasil
Estúdio de dublagemDelart
- Direção de dublagem: Andrea Murucci[8]
- Cliente: Warner Bros[8]
- Tradução: Mário Menezes[8]
- Técnico(s) de Gravação: Rodrigo Pex[8]
- Mixagem: Gustavo Andriewiski[8]

Elenco
- Mark - Reginaldo Primo[8]
- Emma - Andrea Murucci[8]
- Madison - Isabelle Cunha[8]
- Rick - Helio Ribeiro[8]
- Serizawa - Hercules Franco[8]
- Sam - Sérgio Cantú[8]
- Graham - Gabriela Bicalho[8]
- Foster - Izabel Lira[8]
- Stenz - Julio Chaves[8]
- Jonah - Reinaldo Pimenta[8]
- Williams - Vânia Alexandre[8]
- Chen - Sylvia Salustti[8]
- Barnes - Raphael Rossatto[8]
- Martinez - Yan Gesteira[8]
- Asher - Ádel Mercadante[8]
- Hendricks - Daniel Ávila[8]
- Griffin - Teline Carvalho[8]
- Brooks - Gesteira[8]
- Bowman - Philippe Maia[8]
- Mancini - Guto Nejaim[8]

## Recepção

### Bilheteria
Godzilla: King of the Monsters arrecadou US$ 110,5 milhões nos Estados Unidos e Canadá e US$ 276,1 milhões em outros territórios, totalizando US$ 387 milhões em todo o mundo.

### Resposta da crítica
No Rotten Tomatoes, o filme tem uma taxa de aprovação de 42% com base em 353 avaliações e uma classificação média de 5,1/10. O consenso crítico do site diz: "Godzilla: Rei dos Monstros oferece uma ação espetacular do kaiju - e reafirma que os efeitos de ponta ainda não substituem uma boa história". No Metacritic, o filme tem uma pontuação de 48 em 100, com base em 46 críticos, indicando "críticas mistas ou médias". A audiências consultadas pelo CinemaScore deram ao filme uma nota média de "B +" na escala A + a F.